# Wereldkampioenschap superbike van Phillip Island 2016
Het wereldkampioenschap superbike van Phillip Island 2016 was de eerste ronde van het wereldkampioenschap superbike en het wereldkampioenschap Supersport 2016. De races werden verreden op 27 en 28 februari 2016 op het Phillip Island Grand Prix Circuit op Phillip Island, Australië.

## Superbike

### Race 1
| Pos | Nr | Rijder               | Constructeur | Rondes | Tijd         | Grid | Punten |
| --- | -- | -------------------- | ------------ | ------ | ------------ | ---- | ------ |
| 1   | 1  | Jonathan Rea         | Kawasaki     | 22     | 33:47.823    | 3    | 25     |
| 2   | 7  | Chaz Davies          | Ducati       | 22     | +0.063       | 9    | 20     |
| 3   | 60 | Michael van der Mark | Honda        | 22     | +0.487       | 6    | 16     |
| 4   | 34 | Davide Giugliano     | Ducati       | 22     | +0.647       | 2    | 13     |
| 5   | 66 | Tom Sykes            | Kawasaki     | 22     | +3.429       | 1    | 11     |
| 6   | 50 | Sylvain Guintoli     | Yamaha       | 22     | +3.510       | 4    | 10     |
| 7   | 2  | Leon Camier          | MV Agusta    | 22     | +10.721      | 10   | 9      |
| 8   | 81 | Jordi Torres         | BMW          | 22     | +11.539      | 12   | 8      |
| 9   | 69 | Nicky Hayden         | Honda        | 22     | +15.534      | 7    | 7      |
| 10  | 25 | Josh Brookes         | BMW          | 22     | +23.239      | 14   | 6      |
| 11  | 40 | Román Ramos          | Kawasaki     | 22     | +23.411      | 17   | 5      |
| 12  | 32 | Lorenzo Savadori     | Aprilia      | 22     | +24.012      | 8    | 4      |
| 13  | 17 | Karel Abraham        | BMW          | 22     | +37.281      | 16   | 3      |
| 14  | 46 | Mike Jones           | Ducati       | 22     | +44.720      | 21   | 2      |
| 15  | 20 | Sylvain Barrier      | Kawasaki     | 22     | +46.357      | 15   | 1      |
| 16  | 9  | Dominic Schmitter    | Kawasaki     | 22     | +1:08.238    | 19   |        |
| 17  | 11 | Saeed Al Sulaiti     | Kawasaki     | 22     | +1:08.299    | 20   |        |
| 18  | 56 | Péter Sebestyén      | Yamaha       | 22     | +1:30.771    | 22   |        |
| 19  | 10 | Imre Tóth            | Yamaha       | 21     | +1 ronde     | 23   |        |
| DNF | 21 | Markus Reiterberger  | BMW          | 21     | Ongeluk      | 11   |        |
| DNF | 22 | Alex Lowes           | Yamaha       | 16     | Ongeluk      | 5    |        |
| DNF | 12 | Javier Forés         | Ducati       | 11     | Uitgevallen  | 13   |        |
| DNF | 15 | Alex de Angelis      | Aprilia      | 3      | Uitgevallen  | 18   |        |
| DNS | 54 | Toprak Razgatlıoğlu  | Kawasaki     | 0      | Niet gestart |      |        |

### Race 2
| Pos | Nr | Rijder               | Constructeur | Rondes | Tijd         | Grid | Punten |
| --- | -- | -------------------- | ------------ | ------ | ------------ | ---- | ------ |
| 1   | 1  | Jonathan Rea         | Kawasaki     | 22     | 33:48.377    | 3    | 25     |
| 2   | 60 | Michael van der Mark | Honda        | 22     | +0.831       | 6    | 20     |
| 3   | 34 | Davide Giugliano     | Ducati       | 22     | +1.472       | 2    | 16     |
| 4   | 69 | Nicky Hayden         | Honda        | 22     | +1.511       | 7    | 13     |
| 5   | 50 | Sylvain Guintoli     | Yamaha       | 22     | +2.439       | 4    | 11     |
| 6   | 66 | Tom Sykes            | Kawasaki     | 22     | +3.320       | 1    | 10     |
| 7   | 81 | Jordi Torres         | BMW          | 22     | +13.744      | 12   | 9      |
| 8   | 21 | Markus Reiterberger  | BMW          | 22     | +15.084      | 11   | 8      |
| 9   | 25 | Josh Brookes         | BMW          | 22     | +15.106      | 14   | 7      |
| 10  | 7  | Chaz Davies          | Ducati       | 22     | +16.276      | 9    | 6      |
| 11  | 17 | Karel Abraham        | BMW          | 22     | +30.147      | 16   | 5      |
| 12  | 40 | Román Ramos          | Kawasaki     | 22     | +30.251      | 17   | 4      |
| 13  | 15 | Alex de Angelis      | Aprilia      | 22     | +30.437      | 18   | 3      |
| 14  | 22 | Alex Lowes           | Yamaha       | 22     | +39.946      | 5    | 2      |
| 15  | 20 | Sylvain Barrier      | Kawasaki     | 22     | +53.515      | 15   | 1      |
| 16  | 9  | Dominic Schmitter    | Kawasaki     | 22     | +58.450      | 19   |        |
| 17  | 11 | Saeed Al Sulaiti     | Kawasaki     | 22     | +1:01.836    | 20   |        |
| 18  | 56 | Péter Sebestyén      | Yamaha       | 22     | +1:30.672    | 22   |        |
| 19  | 10 | Imre Tóth            | Yamaha       | 21     | +1 ronde     | 23   |        |
| DNF | 46 | Mike Jones           | Ducati       | 11     | Ongeluk      | 21   |        |
| DNF | 2  | Leon Camier          | MV Agusta    | 7      | Uitgevallen  | 10   |        |
| DNF | 32 | Lorenzo Savadori     | Aprilia      | 2      | Uitgevallen  | 8    |        |
| DNS | 12 | Javier Forés         | Ducati       | 0      | Niet gestart |      |        |
| DNS | 54 | Toprak Razgatlıoğlu  | Kawasaki     | 0      | Niet gestart |      |        |

## Supersport
| Pos | Nr  | Rijder              | Constructeur | Rondes | Tijd           | Grid | Punten |
| --- | --- | ------------------- | ------------ | ------ | -------------- | ---- | ------ |
| 1   | 21  | Randy Krummenacher  | Kawasaki     | 18     | 28:34.745      | 3    | 25     |
| 2   | 64  | Federico Caricasulo | Honda        | 18     | +2.747         | 4    | 20     |
| 3   | 13  | Anthony West        | Yamaha       | 18     | +2.761         | 13   | 16     |
| 4   | 11  | Christian Gamarino  | Kawasaki     | 18     | +2.917         | 7    | 13     |
| 5   | 2   | P.J. Jacobsen       | Honda        | 18     | +3.200         | 2    | 11     |
| 6   | 25  | Alex Baldolini      | MV Agusta    | 18     | +3.545         | 6    | 10     |
| 7   | 4   | Gino Rea            | MV Agusta    | 18     | +3.558         | 18   | 9      |
| 8   | 69  | Ondřej Ježek        | Kawasaki     | 18     | +12.835        | 14   | 8      |
| 9   | 44  | Roberto Rolfo       | MV Agusta    | 18     | +12.895        | 22   | 7      |
| 10  | 41  | Aiden Wagner        | MV Agusta    | 18     | +18.172        | 16   | 6      |
| 11  | 88  | Nicolás Terol       | MV Agusta    | 18     | +18.195        | 11   | 5      |
| 12  | 68  | Glenn Scott         | Honda        | 18     | +18.334        | 20   | 4      |
| 13  | 63  | Zulfahmi Khairuddin | Kawasaki     | 18     | +19.902        | 17   | 3      |
| 14  | 48  | Alex Phillis        | Honda        | 18     | +19.902        | 23   | 2      |
| 15  | 5   | Mitchell Levy       | Yamaha       | 18     | +38.412        | 24   | 1      |
| 16  | 81  | Luke Stapleford     | Honda        | 18     | +39.012        | 15   |        |
| 17  | 16  | Jules Cluzel        | MV Agusta    | 18     | +39.109        | 8    |        |
| 18  | 10  | Nacho Calero        | Kawasaki     | 18     | +43.847        | 21   |        |
| 19  | 77  | Kyle Ryde           | Yamaha       | 18     | +43.891        | 9    |        |
| 20  | 35  | Stefan Hill         | Honda        | 18     | +1:14.210      | 26   |        |
| 21  | 83  | Lachlan Epis        | Kawasaki     | 17     | +1 ronde       | 27   |        |
| DNF | 1   | Kenan Sofuoğlu      | Kawasaki     | 15     | Ongeluk        | 1    |        |
| DNF | 30  | Kane Burns          | Suzuki       | 15     | Uitgevallen    | 25   |        |
| DNF | 87  | Lorenzo Zanetti     | MV Agusta    | 9      | Schade ongeluk | 5    |        |
| DNF | 78  | Hikari Okubo        | Honda        | 2      | Ongeluk        | 19   |        |
| DNF | 111 | Kyle Smith          | Honda        | 1      | Uitgevallen    | 10   |        |
| DNS | 19  | Kevin Wahr          | Honda        | 0      | Niet gestart   |      |        |

## Tussenstanden na wedstrijd

### Superbike
| Pos | Nr | Rijder               | Team     | Punten |
| --- | -- | -------------------- | -------- | ------ |
| 1   | 1  | Jonathan Rea         | Kawasaki | 50     |
| 2   | 60 | Michael van der Mark | Honda    | 36     |
| 3   | 34 | Davide Giugliano     | Ducati   | 29     |
| 4   | 7  | Chaz Davies          | Ducati   | 26     |
| 5   | 50 | Sylvain Guintoli     | Yamaha   | 21     |

### Supersport
| Pos | Nr | Rijder              | Team     | Punten |
| --- | -- | ------------------- | -------- | ------ |
| 1   | 21 | Randy Krummenacher  | Kawasaki | 25     |
| 2   | 64 | Federico Caricasulo | Honda    | 20     |
| 3   | 13 | Anthony West        | Yamaha   | 16     |
| 4   | 11 | Christian Gamarino  | Kawasaki | 13     |
| 5   | 2  | P.J. Jacobsen       | Honda    | 11     |

1990 · 1991 · 1992 · 1994 · 1995 · 1996 · 1997 · 1998 · 1999 · 2000 · 2001 · 2002 · 2003 · 2004 · 2005 · 2006 · 2007 · 2008 · 2009 · 2010 · 2011 · 2012 · 2013 · 2014 · 2015 · 2016 · 2017 · 2018 · 2019 · 2020 · 2022 · 2023 · 2024 · 2025